# Paspalum planum
Paspalum planum är en gräsart som beskrevs av Eduard Hackel. Paspalum planum ingår i släktet tvillinghirser, och familjen gräs. Inga underarter finns listade i Catalogue of Life.